# Thomas Taber II
Thomas Taber II (ur. 19 maja 1785 w Dover, zm. 21 marca 1862 w Roslyn) – amerykański polityk, członek Partii Demokratyczno-Republikańskiej, następnie Partii Demokratycznej.

## Działalność polityczna
W 1826 zasiadał w New York State Assembly. W okresie od 5 listopada 1828 do 3 marca 1829 przez jedną kadencję był przedstawicielem 5. okręgu wyborczego w stanie Nowy Jork w Izbie Reprezentantów Stanów Zjednoczonych.
Jego synem był Stephen Taber.